# Kastal (berg)
Kastal är ett berg i Österrike.   Det ligger i distriktet Lienz och förbundslandet Tyrolen, i den centrala delen av landet, 300 km väster om huvudstaden Wien. Toppen på Kastal är 2 612 meter över havet, eller 59 meter över den omgivande terrängen. Bredden vid basen är 0,65 km.
Terrängen runt Kastal är huvudsakligen bergig. Runt Kastal är det ganska glesbefolkat, med 26 invånare per kvadratkilometer.. Närmaste större samhälle är Matrei in Osttirol, 14,1 km nordost om Kastal. 
Trakten runt Kastal består i huvudsak av gräsmarker.